# Chrysonotomyia susbelli
Chrysonotomyia susbelli is een parasitoïde wespensoort uit de familie van de Eulophidae, voor het eerst beschreven in 2024. Het is de eerste soort van Chrysonotomyia waarvan bekend is dat deze Cynipidae-galwespen parasiteert, en de zesde soort die bekend is uit Amerika ten noorden van Mexico. Tot nu toe is de soort alleen bekend van Rice University in Houston. De beschrijving van deze soort trok zowel lokale als internationale media-aandacht.

## Etymologie
De soortnaam susbelli is een vrije vertaling van "oorlogsvarken" in het Latijn, een verwijzing naar de mascotte van Wiess College, een residentieel college van Rice University. De officiële kleuren van Wiess lijken sterk op de dorsale kleuring van C. susbelli.

## Beschrijving
Chrysonotomyia susbelli is een zeer kleine wesp, waarbij vrouwtjes een lengte van 1,0–1,2 mm hebben en mannetjes een lengte van 0,9 mm. Het bovenste deel van het borststuk is goudgeel, met verschillende donkerbruine dorsale markeringen, waaronder een metaalbruine band aan de voorkant van het mesonotum. Het onderste deel van het borststuk is wit, wat zorgt voor een duidelijk contrasterende kleuring. De antennes hebben een bleke scapus en een lichtgele pedicel, waarbij de binnenste apicale twee derde donkerbruin is. De overige segmenten zijn donkerder geel met het laatste segment donkerbruin. De ogen zijn roze. Het achterlijf is, net als het borststuk, goudgeel aan de bovenkant met donkerbruine banden en wit aan de onderkant. Het mannetje van C. susbelli lijkt sterk op het vrouwtje, maar is kleiner en heeft intensere donkerbruine markeringen.

## Biologie
Van Chrysonotomyia susbelli is bekend dat deze Neuroterus bussae, een galwesp uit de familie Cynipidae, parasiteert. N. bussae vormt kleine clusters van vlezig-ronde gallen op de bladeren van de zuidelijke steeneik (Quercus virginiana) in de lente. Chrysonotomyia susbelli werd waargenomen terwijl deze tevoorschijn kwam uit de gallen van Neuroterus bussae van 18 april tot 10 mei en bleef actief op de bladeren van de steeneik tot 18 mei. Volwassen vrouwelijke exemplaren werden waargenomen terwijl ze in een zigzagpatroon liepen, zowel in het veld als onder laboratoriumomstandigheden.